# António José Parreira do Livramento
António José Parreira do Livramento   (Évora, 28 de febrer de 1943 - Lisboa, 7 de juny de 1999) més conegut com a António Livramento, va ser jugador i entrenador d'hoquei sobre patins. La Supercopa de Portugal porta oficialment el seu nom com a Supercopa António Livramento. Com a jugador va aconseguir les seves principals fites al SL Benfica i al Sporting CP, tot i que va jugar en altres equips, com ara, el HC Monza o el Amatori Lodi. Durant la seva trajectòria amb la Selecció de Portugal va guanyar tres Campionats Mundials i set Campionats Europeus. Com a entrenador va dirigir l'Sporting CP, el FC Porto, i la selecció nacional portuguesa.

## Palmarès com a jugador

### SL Benfica
- 7 Lligues de Portugal: 1959-60, 1960-61, 1965-66, 1966-67, 1967-68, 1971-72, 1973-74.
- 1 Copa de Portugal: 1962-63.

### Sporting CP
- 1 Copa d'Europa: 1976-77.
- 1 Lliga de Portugal: 1976-77.
- 1 Copa de Portugal: 1976-77.

### Selecció de Portugal
- 3 Campionats Mundials: 1962, 1968, 1974.
- 7 Campionats Europeus: 1961, 1963, 1965, 1967, 1973, 1975,1977.

## Palmarès com entrenador

### Sporting CP
- 1 Recopa d'Europa: 1980-81.
- 1 Copa de la CERS: 1983-94.
- 2 Lliga de Portugal: 1981-82, 1987-88.
- 1 Copa de Portugal: 1983-84.

### FC Porto
- 1 Lliga de Portugal: 1998-99.
- 1 Copa de Portugal: 1998-99.

### Selecció de Portugal
- 2 Campionats Mundials: 1982, 1993.
- 3 Campionats Europeus: 1987, 1992, 1994.